# Espiner de front ratllat
L'espiner de front ratllat (Phacellodomus striaticeps) és una espècie d'ocell de la família dels furnàrids (Furnariidae). Viu als vessants arbustius dels Andes, des del sud-est de Perú i Bolívia cap al sud fins al nord-oest de l'Argentina.